# الاستفتاء الإيطالي 1993
الاستفتاء الإيطالي 1993 تم إجراء استفتاء إلغاء مكون ثمانية أجزاء في إيطاليا في 18 أبريل 1993. سُئل الناخبون عما إذا كانوا يوافقون على إلغاء القوانين المتعلقة بالحد من تدخل الوحدات الصحية المحلية في التعامل مع التلوث البيئي، والحد من استخدام الأدوية الطبية، وتمويل الأحزاب السياسية، واستخدام التمثيل النسبي في مجلس الشيوخ الإيطالي، وتنظيم الجمهور والبنوك، وكذلك إلغاء وزارة السياسات الزراعية والغذائية والغابات، ووزارة مقتنيات الدولة، ووزارة السياحة. تمت الموافقة على جميع المقترحات الثمانية بتأييد يتراوح من 55.3٪ إلى 90.3٪.